# Jehovini svjedoci
Jehovini svjedoci su pripadnici međunarodne kršćanske vjerske zajednice koja broji oko 8,6 milijuna pripadnika širom svijeta. Broj pripadnika ove zajednice u Hrvatskoj je oko 5500. Jehovini svjedoci smatraju da su oni pripadnici jedine istinite kršćanske crkve (kao što vjeruju i sve ostale denominacije) i odbijaju suradnju sa svim kršćanskim zajednicama. Također smatraju da njihova zajednica nastavlja djelo ranokršćanske, apostolske zajednice iz 1. stoljeća iako su Jehovini svjedoci nastali 18. stoljeća kasnije. ↓1 Nijedna druga kršćanska crkva ne priznaje Jehovine svjedoke kao kršćansku zajednicu zbog njihovog odbijanja vjerovanja u Trojstvo, jednu od glavnih crkvenih dogmi. Neki teolozi smatraju da ovo čini Jehovine svjedoke židovsko-kršćanskom zajednicom. Jehovini svjedoci vjeruju da Isus ima božansko podrijetlo, ali da ga je stvorio vrhovni bog Jehova, zbog toga ih mnogi vide kao henoteiste. Za ovo vjerovanje Jehovini svjedoci se pozivaju na Pavlovu Poslanicu Kološanima 1:13-20.

## Povijest
Jehovinim se svjedocima nazivaju od 1931. godine članovi sljedbe koja je do tada bila poznata pod imenom »Ozbiljnih istraživača Biblije«. Od 1953. godine denominacija se označuje i kao »Društvo novog svijeta«. Ovu sljedbu je utemeljio trgovac Charles Taze Russel, rođen 1852. u Pittsburgu. Njezina je duhovna domovina američki adventizam 19. stoljeća. On otkriva »Božji plan s ljudima«. Russel je 1876. izabran za »pastora« jedne biblijske zajednice. Svršetak svijeta prognozirao je dva puta, 1914. i 1918. godine, ali svoj drugi neuspjeh nije uspio dočekati jer je umro 1916. Njegov je nasljednik postao pravnik Joseph Franklin Rutherford. Nakon njegove smrti vodstvo je preuzeo Nathan Hommer Knorr. Danas imaju svoje središte u Brooklynu.
Nauk o Trojstvu po njihovu je mišljenju nebiblijski, poganski, to je Sotonin izum. Duša čovjeka nije besmrtna. Isus Krist je prvi jedino izravno Božje stvorenje. Krist je izvorno bio arkanđeo jedno od njegovih imena je Mihael. Božić i Uskrs smatraju »poganskim svetkovinama«. Jehovini se svjedoci skupljaju u svojim »Dvoranama Jehovinih svjedoka« kako bi proučavali Bibliju i »Stražarsku kulu«, a sastanak započinju i završavaju molitvom i pjesmom. Oni samovoljno ne tumače Sveto pismo i ne prave »razliku« između Starog i Novog zavjeta. Vjeruju da je Biblija cjelovita knjiga dana od Boga. Ističu postojanje samo jednog Boga s imenom Jehova (JHVH). Ime Jehova su dobili spajanjem suglasnika JHVH sa samoglasnicima hebrejske riječi za Gospodina, Adonaj (JaHoVaH), kasnije postalo Jehova što nema veze s pravopisom hebrejskog jezika. Najstariji hrvatski prijevodi (Ivan Matija Škarić) prevode Božje ime s Jehova. Ne priznaju Sveto trojstvo jer tvrde da je Bog jedan i nedjeljiv. Isusa Krista priznaju kao Sina Božjeg i kao više duhovno biće koje je uskrsnulo i uzašlo na nebo. Jehovini svjedoci tvrde da su se neka proročanstva ispunila u užasima obaju svjetskih ratova, u potresima, epidemijama, gladi, nacističkim i komunističkim progonima. Biblija to vrijeme naziva posljednjim danima, teškim vremenima i sl. Jehovini svjedoci propovijedaju Božje kraljevstvo, kraljevstvo za koje se u molitvi Očenaš moli da dođe i na Zemlju. U »Dvorani Jehovinih svjedoka«, tj. mjestu sastajanja se održavaju sastanci. Na njima se razmatraju biblijske teme, često uz sudjelovanje prisutnih. Jednom tjedno održava se Teokratska škola propovijedanja, koja im pomaže da nauče bolje čitati i proučavati te kvalitetnije poučavati. Drugi tjedni sastanak (nedjelja) uključuje 30-minutni biblijski govor čije su teme obično prilagođene osobama koje nisu Jehovini svjedoci. Nakon toga najčešće slijedi proučavanje Biblije pomoću časopisa »Stražarska kula«. Sastanci počinju i završavaju pjesmom i molitvom. Na njima se ne pronosi plitica za sakupljanje milodara, odnosno nema javnog sakupljanja novčanih priloga. »Stražarska kula« je međunarodni časopis kojeg koriste u svojoj službi propovijedanja. Časopis izlazi neprekidno od 1879. godine trenutačno na 303 jezika s preko 61,651.000 primjeraka mjesečno i najtiražniji je časopis na svijetu. Drugi najtiražniji časopis na svijetu je »Probudite se« kojeg također objavljuju Jehovini svjedoci. Izlazi na 117 jezika u preko 60,240.000 primjeraka. Vjernici imaju osnovni zadatak da objavljuju »Božje kraljevstvo« prema Kristovoj zapovijedi svim ljudima dobre volje pa stoga obilaze naselja i susjede šireći vjeru. Jehovini svjedoci prihvaćaju svjetsku povijest kao povijest naroda.
Neki smatraju da su Jehovini svjedoci sekta. Razlog ovome je u tome što Jehovini svjedoci od svojih članova zahtijevaju način života koji odudara od norme koja postoji u društvu, no oni odbijaju takav naziv jer, kako sami kažu i kako definicija sekte sama govori, nisu se odvojili od neke crkve i utemeljili novu religiju, tj. nisu ogranak neke crkve.
Stav goleme većine protestanta je da oni nisu protestanti, niti oni sami sebe ne smatraju protestantima, iako ih katolička crkva ponekad svrstava među njih.
Postoje tri razloga zašto Jehovini svjedoci nisu protestanti.
Kao prvo, iako protestantska učenja ne sadrže neka učenja Katoličke crkve protestantski vođe ipak su zadržali neka učenja Katoličke Crkve poput vjerovanja u Trojstvo, pakao i besmrtnost duše. No Jehovini svjedoci ne vjeruju u ta učenja.
Kao drugo, Jehovini svjedoci ukazuju na neka učenja drugih religija koja su drukčija nego ona navedena u Bibliji. Ali ne čine to tako da ujedinjuju religije kao što postoje mnoge ujedinjene protestantske denominacije. Oni žele pojedincima skrenuti pažnju na Bibliju. Iako su Bibliju sastavili prvi Crkveni oci, Jehovini svjedoci tvrde kako oni tumače Bibliju točnije od njih.
Te kao treće, za razliku od Protestantskog pokreta koji se sastoji od mnogo denominacija, Jehovini svjedoci su ujedinjeni u veliko međunarodno bratstvo. Što zapravo čini Jehovine svjedoke religijom drugačijom od Kršćanstva kao Islam ili Hinduizam.

## Dogme
- Sve vjerske organizacije i pravce koji ne priznaju Jehovu (Jahve,"JHVH") za Svemogućeg Boga, te mu se ne pokoravaju kao Onome tko je stvorio nebo i Zemlju, zajedno ih se naziva "Babilon Veliki": Otk.17:1,2,5
- Potrebno je da izađemo iz religija koje će biti uništene:Otkrivenje 18:4
- Biblija je Božja Riječ i istina: 2. Tim. 3:16, 17; 2. Pet. 1:20, 21; Ivan 17:17
- Biblija je pouzdanija od tradicija: Mat. 15:3; Kol. 2:8
- Božje ime je Jehova JHVH. U hebrejskom dijelu Biblije Božje ime javlja se u obliku tetragrama יהוה (JHVH). Iz ta četiri suglasnika hebrejskog alfabeta izvedeno je ime “Jehova”. Nije poznato kako se to ime točno izgovaralo u starohebrejskom. No oblik “Jehova” već je dugo prisutan u hrvatskom jeziku. Naprimjer, taj je oblik Božjeg imena koristio rimokatolički bibličar i prevoditelj Ivan Matija Škarić u svom prijevodu Biblije. Ime Jehova u Hrvatskoj književnosti spominje se u djelima S.S Kranjčevića "Mojsije", Nikole Zrinskog "Adrianskog mora sirena" (1651.)
- U hebrejskom dijelu Biblije Božje ime javlja se u obliku tetragrama יהוה (JHVH). Iz ta četiri suglasnika hebrejskog alfabeta izvedeno je ime “Jehova”. Nije poznato kako se to ime točno izgovaralo u starohebrejskom. No oblik “Jehova” već je dugo prisutan u hrvatskom jeziku. Naprimjer, taj je oblik Božjeg imena koristio rimokatolički bibličar i prevoditelj Ivan Matija Škarić u svom prijevodu Bibl S.S. Kranjčević u svojoj pjesmi "Mojsije". (Ps. 83:18; Iza. 26:4; 42:8; 2. Mojs. 6:3)
- Krist je Božji Sin i podređen je Bogu: Mat. 3:17; Ivan 8:42; 14:28; 20:17; 1. Kor. 11:3; 15:28
- Krist je bio prvo Božje djelo stvaranja: Kol. 1:15; Otkr. 3:14
- Krist je umro na stupu, a ne na križu: Gal. 3:13; Djela 5:30 {stav onih kojima je Biblija kao Božja Riječ jedini autoritet: "Ne dovodi se u pitanje na čemu je umro Krist, već razlog Njegove smrti ... bitno je to da je umro kako bi nas otkupio, a ne to visi li s drveta ili stupa ili križa."}
- Kristovim ljudskim životom plaćena je otkupnina za "poslušno" čovječanstvo: Mat. 20:28; 1. Tim. 2:5, 6; 1. Pet. 2:24
- Kristova jednom prinesena žrtva je dovoljna: Rim. 6:10; Hebr. 9:25-28
- Krist je ustao iz mrtvih kao besmrtna duhovna osoba: 1. Pet. 3:18; Rim. 6:9; Otkr. 1:17, 18
- Kristova prisutnost je u duhu Ivan: 14:19; Mat. 24:3; 2. Kor. 5:16; Ps. 110:1, 2
- Sada se nalazimo u ’vremenu kraja‘: Mat. 24:3-14; 2. Tim. 3:1-5; Luka 17:26-30
- Kraljevstvo pod Kristom vladat će Zemljom u pravednosti i miru: Iza. 9:6, 7; 11:1-5; Dan. 7:13, 14; Mat. 6:10
- Kraljevstvo će omogućiti savršene životne uvjete na Zemlji: Ps. 72:1-4; Otkr. 7:9, 10, 13-17; 21:3, 4
- Zemlja nipošto neće biti uništena ili nenastanjena: Prop. 1:4; Iza. 45:18; Ps. 78:69
- Bog će odstraniti sadašnji sustav stvari u bici od Har–Magedona: Otkr. 16:14, 16; Sof. 3:8; Dan. 2:44; Iza. 34:2; 55:10, 11
- Zli će biti zauvijek uništeni: Mat. 25:41-46; 2. Sol. 1:6-9
- Ljudi koje Bog priznaje dobit će vječni život: Ivan 3:16; 10:27, 28; 17:3; Mar. 10:29, 30
- Postoji samo jedan put u život: Mat. 7:13, 14; Ef. 4:4, 5
- Ljudi umiru zbog Adamovog grijeha: Rim. 5:12; 6:23
- Ljudska duša prestaje postojati prilikom smrti: Ezeh. 18:4; Prop. 9:10; Ps. 6:5; 146:4; Ivan 11:11-14
- Pakao je opći grob čovječanstva: Job 14:13; Otkr. 20:13, 14
- Nada za umrle je uskrsnuće: 1. Kor. 15:20-22; Ivan 5:28, 29; 11:25, 26
- Adamska će smrt nestati: 1. Kor. 15:26, 54; Otkr. 21:4; Iza. 25:8
- Samo malo stado od 144 000 osoba ide na nebo i vlada s Kristom: Luka 12:32; Otkr. 14:1, 3; 1. Kor. 15:40-53; Otkr. 5:9, 10
- Tih 144 000 osoba ponovno su rođene kao duhovni Božji sinovi: 1. Pet. 1:23; Ivan 3:3; Otkr. 7:3, 4
- S duhovnim Izraelom sklopljen je novi savez: Jer. 31:31; Hebr. 8:10-13
- Kristova skupština sagrađena je na njemu samom: Ef. 2:20; Iza. 28:16; Mat. 21:42
- Molitve treba upućivati samo Jehovi putem Krista: Ivan 14:6, 13, 14; 1. Tim. 2:5
- Likove se ne smije koristiti prilikom obožavanja: 2. Mojs. 20:4, 5; 3. Mojs. 26:1; 1. Kor. 10:14; Ps. 115:4-8
- Spiritizam se mora izbjegavati: 5. Mojs. 18:10-12; Gal. 5:19-21; 3. Mojs. 19:31
- Sotona je nevidljivi vladar svijeta: 1. Iv. 5:19; 2. Kor. 4:4; Ivan 12:31
- Kršćanin ne smije sudjelovati u međuvjerskim pokretima: 2. Kor. 6:14-17; 11:13-15; Gal. 5:9; 5. Mojs. 7:1-5
- Kršćanin mora ostati odijeljen od svijeta: Jak. 4:4; 1. Iv. 2:15; Ivan 15:19; 17:16
- Poslušni su ljudskim zakonima koji se ne suprote Božjim zakonima: Mat. 22:20, 21; 1. Pet. 2:12; 4:15
- Unošenjem krvi u tijelo kroz usta ili intravenozno krše se Božji zakoni: 1. Mojs. 9:3, 4; 3. Mojs. 17:14; Djela 15:28, 29
- Biblijski zakoni o moralu moraju se slušati: 1. Kor. 6:9, 10; Hebr. 13:4; 1. Tim. 3:2; Priče 5:1-23
- Držanje sabata vrijedilo je samo za Izraelce i prestalo je s Isusovim krštenjem: 5. Mojs. 5:15; 2. Mojs. 31:13; Rim. 10:4; Gal. 4:9, 10; Kol. 2:16, 17
- Postojanje svećeničke klase i korištenje posebnih titula nije prikladno: Mat. 23:8-12; 20:25-27; Job 32:21, 22
- Čovjek nije nastao evolucijom, već je stvoren: Iza. 45:12; 1. Mojs. 1:27; Mat. 19:4
- Krist je ostavio primjer koji moramo slijediti prilikom služenja Bogu: 1. Pet. 2:21; Hebr. 10:7; Ivan 4:34; 6:38
- Krštenje potpunim uranjanjem u vodu simbol je predanja: Mar. 1:9, 10; Ivan 3:23; Djela 19:4, 5
- Kršćani rado javno svjedoče o biblijskoj istini: Rim. 10:10; Hebr. 13:15; Iza. 43:10-12
- Stvaranje je trajalo tisućama godina
- Sudnji dan trajat će tisuću godina

## Vanjske poveznice
- Službene stranice Jehovinih svjedoka (hrvatski jezik)
- Odobrene stranice Ureda javnih informacija Jehovinih svjedoka (engleski jezik)
- Registar vjerskih zajednica  Arhivirana inačica izvorne stranice od 12. travnja 2011. (Wayback Machine) (hrvatski jezik)
- Utemeljitelj Jehovinih svjedoka (engleski jezik)